# Johnwalkite
La johnwalkite è un minerale.